# Guînes
Guînes är en kommun i departementet Pas-de-Calais i regionen Hauts-de-France i norra Frankrike. Kommunen ligger i kantonen Guînes som tillhör arrondissementet Calais. År 2022 hade Guînes 5 508 invånare.

## Befolkningsutveckling
Antalet invånare i kommunen Guînes
| Referens: INSEE |